# Billingekleven
Billingekleven är ett naturreservat i Skövde kommun i Västergötland.
Området är skyddat sedan 2005 och omfattar 36 hektar. Det består av ett 2,5 kilometer långt område med bergs- och rasbranter på östra sidan av Billingen där det även finns gammal, orörd skog. 
Den skuggiga och fuktiga miljön har skapat gynnsam miljö för mossor, lavar, svampar och insekter. Bara inventering av storfjärilar i området resulterade i cirka 300 arter. Flera hotade, bland annat den rödlistade Sexfläckig bastardsvärmare. Andra insektsgrupper som inventerades är långhorningar, en familj som tillhör skalbaggarna.